# Страна джунглей
«Страна джунглей» (англ. Jungleland) — художественный фильм 2019 года режиссёра Макса Винклера. В фильме снимались Чарли Ханнэм, Джек О’Коннелл, Джессика Барден.
Премьера фильма состоялась на Международном кинофестивале в Торонто 12 сентября 2019 года. Фильм вышел 10 ноября 2020 года на сервисе видео по запросу.

## В ролях
- Джек О’Коннелл — Уолтер «Лев» Камински
- Чарли Ханнэм — Стэнли Камински
- Джессика Барден — Скай
- Джонатан Мэйджорс — Пеппер
- Оуэн Берк — Медоуз
- Фрэн Кранц — Бака Ноубла
- Фрэнк Л. Ридли — отец
- Джон Каллум — полковник Йейтс

## Сюжет
Два брата, один когда-то был многообещающим молодым боксером (Джек О’Коннелл), а другой — его менеджером (Чарли Ханнэм), изо всех сил пытаются выжить в рабочих трущобах Фол Ривер. Днем они работают на швейной фабрике, а ночью участвуют в нелегальных боях. Они ищут славы и богатства, чтобы избежать бедности. Умышленно проиграв драку, обнаружив, что его брат сделал ставку на него через местного гангстера (Джонатан Мейджорс), которому он задолжал деньги, братья вынуждены перевезти загадочную молодую женщину (Джессика Барден) в Рино, штат Невада. Их конечная цель — победить в поединке и получить приз в 100 000 долларов в переулках Китайского квартала Сан-Франциско.

## Релиз
Мировая премьера фильма состоялась на Международном кинофестивале в Торонто 12 сентября 2019 года. В сентябре 2020 года компания Vertical Entertainment приобрела права на распространение фильма в США Фильм вышел 10 ноября 2020 года на сервисе видео по запросу.

## Прием критиков
На Rotten Tomatoes фильм имеет рейтинг одобрения 74 %, основанный на 54 обзорах, со средней оценкой 6,30 из 10. На Metacritic фильм имеет средневзвешенную оценку 53 из 100 на основе 15 критиков, что указывает на «смешанные или средние отзывы».